# Kees de Jager
Cornelis (Kees, Cees) de Jager (Den Burg, 29 april 1921 – aldaar, 27 mei 2021) was een Nederlandse astronoom, pionier van ruimteonderzoek, popularisator van sterrenkunde en bestrijder van pseudowetenschap. Hij was hoogleraar aan de Universiteit Utrecht en de Vrije Universiteit Brussel. Daarnaast richtte De Jager de voorloper van het Netherlands Institute for Space Research (SRON) op en was hij de bedenker van oerknal als Nederlandse vertaling voor big bang.

## Biografie

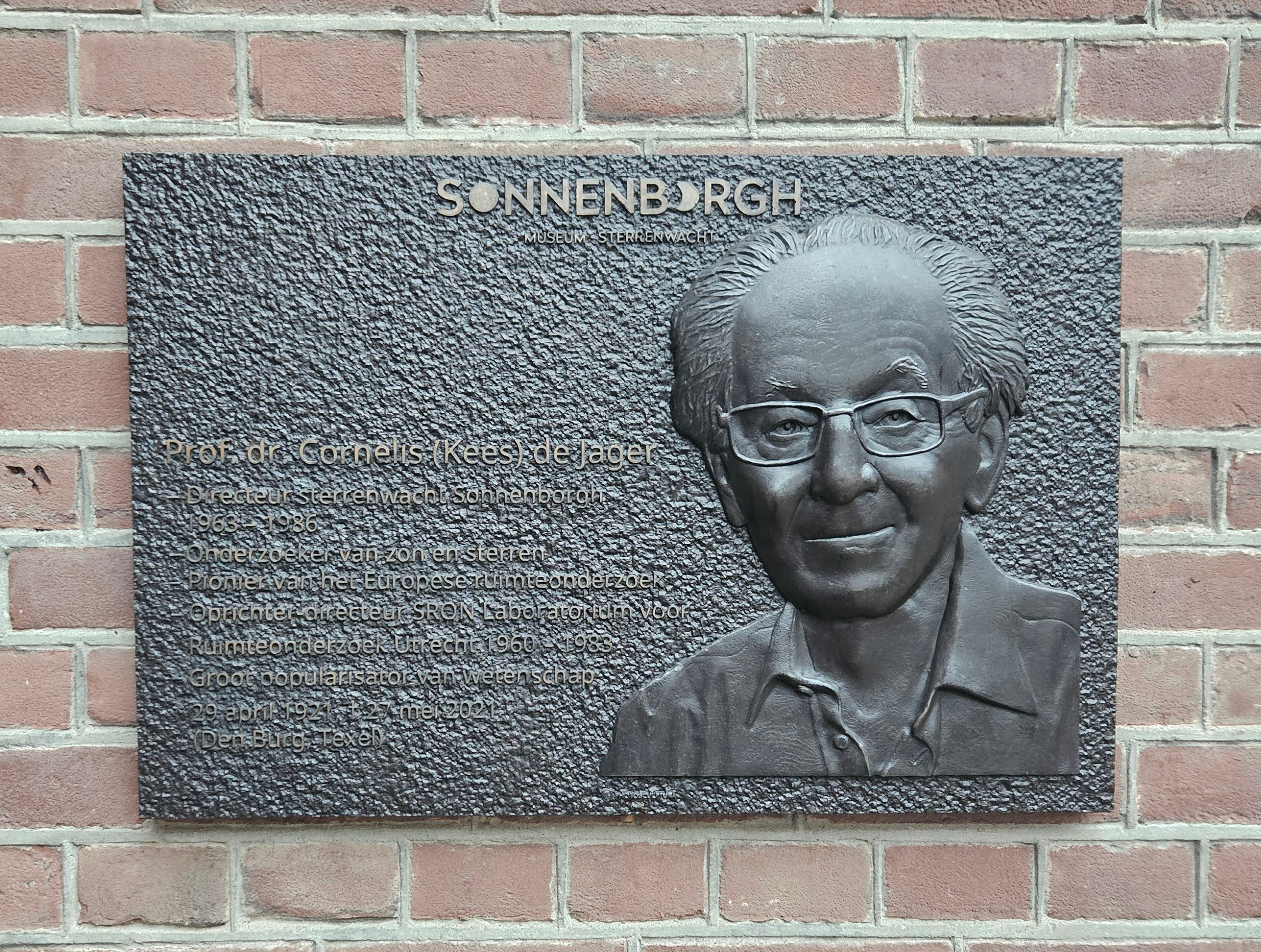
Plakaat over De Jager bij Sonnenborgh

De Jager werd geboren op Texel en verhuisde op 5-jarige leeftijd naar Nederlands-Indië, waar zijn vader schoolhoofd werd op het eiland Sulawesi, toen nog Celebes geheten. Daar leerde hij ook de lokale taal van de Minahasa. De Jager beheerste verder het Nederlands, Tessels, Duits, Engels en Frans.
In 1939 ging hij aan de Universiteit van Utrecht wis-, natuur- en sterrenkunde studeren. Eind 1942 behaalde hij het kandidaatsexamen. Toen de Duitsers in maart 1943 een loyaliteitsverklaring eisten van alle studenten, dook De Jager onder in de gewelven van de Utrechtse sterrenwacht Sonnenborgh, samen met zijn medestudent Hans Hubenet. Ze hadden de schuilnamen J.C. Gadeer en B. het Heun. 's Nachts deed De Jager voor zijn afstudeeronderzoek waarnemingen van het oppervlak van de manen van Jupiter. Achteraf bleken de conclusies uit die waarnemingen een overschatting van de mogelijkheden van de binnenstadssterrenkunde. Na zijn doctoraalexamen week De Jager voor een half jaar uit naar de theoretische natuurkunde en als assistent van Leon Rosenfeld schreef hij een artikel over de massa van het zojuist ontdekte meson.
De Jager keerde terug naar de sterrenkunde en promoveerde in 1952 bij Marcel Minnaert cum laude op een onderzoek naar de waterstoflijnen in het zonnespectrum. Een aanstelling aan Princeton University ging in 1953 niet door, omdat de Verenigde Staten midden in de Koude Oorlog de linkse De Jager niet wilden toelaten.
Vervolgens is hij decennialang betrokken geweest bij onderzoek naar zonnevlammen en sterrenvlammen. Van 1964 tot 1977 was hij directeur aan het Utrechtse sterrenkundig instituut "Sonnenborgh".
In 1957 werd De Jager benoemd tot lector in de stellaire astrofysica en in 1960 tot hoogleraar in dezelfde wetenschap. Op 8 mei 1961 hield hij zijn inaugurele rede Zon en sterren. In 1970 werd zijn leeropdracht 'het ruimte-onderzoek'. Hij leidde vele studenten en promovendi op.
Vanaf 1980 ging zijn aandacht vooral uit naar de studie van superreuzen en in het bijzonder de grootschalige stromingen aan hun oppervlak. Zijn emeritaat volgde op zijn afscheidsrede op 24 april 1986, getiteld Wereld en wetenschap. Ook hierna bleef De Jager doorgaan met publiceren en het populariseren van de wetenschap.
In 1987 werd hij de eerste voorzitter van de Stichting Skepsis, een vereniging ter bestrijding van de pseudowetenschap in Nederland. In 1994 stond hij mee aan de wieg van de Europese Raad van Skeptische Organisaties (ECSO - European Council of Skeptical Organisations), en ook van die vereniging nam hij het voorzitterschap op.
In 2003 verhuisde De Jager van Utrecht (waar hij op de sterrenwacht Sonnenborgh woonde) naar zijn geboorte-eiland Texel. Daar werd hij vrijwillig medewerker bij het Nederlands Instituut voor Onderzoek der Zee (NIOZ), voor de bestudering van zon-klimaat relaties. Ook hield hij zich bezig met het voorspellen van toekomstige zonneactiviteit.
De Jager was tot op hoge leeftijd sportief. Op zijn zeventigste liep hij zijn eerste marathon in New York en nog in 2008 liep hij de halve marathon van Texel. Op 90-jarige leeftijd liep De Jager nog driemaal per week een duurloop.
In 2006 werd De Jager ereburger van Texel. Hij overleed in Den Burg op 27 mei 2021 op 100-jarige leeftijd.
De Jager was getrouwd met Doetie Rienks. Zij hadden vier kinderen. Na haar overlijden in 2016, deelde hij zijn laatste jaren met Margriet Buisman-Boele, die, als kleindochter van de sterrenkundige Albert A. Nijland (de voorganger van Minnaert), geboren was op de sterrenwacht in Utrecht, waar De Jager een belangrijk deel van zijn leven gewoond en gewerkt had.

## Functies
- Directeur van Sterrenwacht 'Sonnenborgh' te Utrecht
- Oprichter en eerste directeur van de Utrechtse Laboratorium voor Ruimteonderzoek (voorloper van SRON)
- Oprichter van het Astrofysisch Instituut van de Vrije Universiteit Brussel
- Secretaris-generaal van de Internationale Astronomische Unie (IAU)
- President Committee on Space Research (COSPAR), de Internationale organisatie voor samenwerking in ruimteonderzoek, vanaf 1972
- President International Council for Science (ICSU), de Internationale Raad voor Wetenschappen
- Oprichter en eerste hoofdredacteur van de tijdschriften `Space Science Reviews’ en ‘Solar Physics’
- Voorzitter van Stichting Skepsis van 1987 tot 1998[14]
- Voorzitter van de European Council of Skeptical Organisations van 1994 tot 2001[15]
- Fellow van het Committee for Skeptical Inquiry[16][17]

## Lidmaatschappen
- Koninklijke Nederlandse Akademie van Wetenschappen
- Koninklijke Belgische Academie voor Kunst en Wetenschap
- Academia Leopoldina (Halle, Duitsland)
- Indian Science Academy
- Academia Europaea

## Eerbetoon

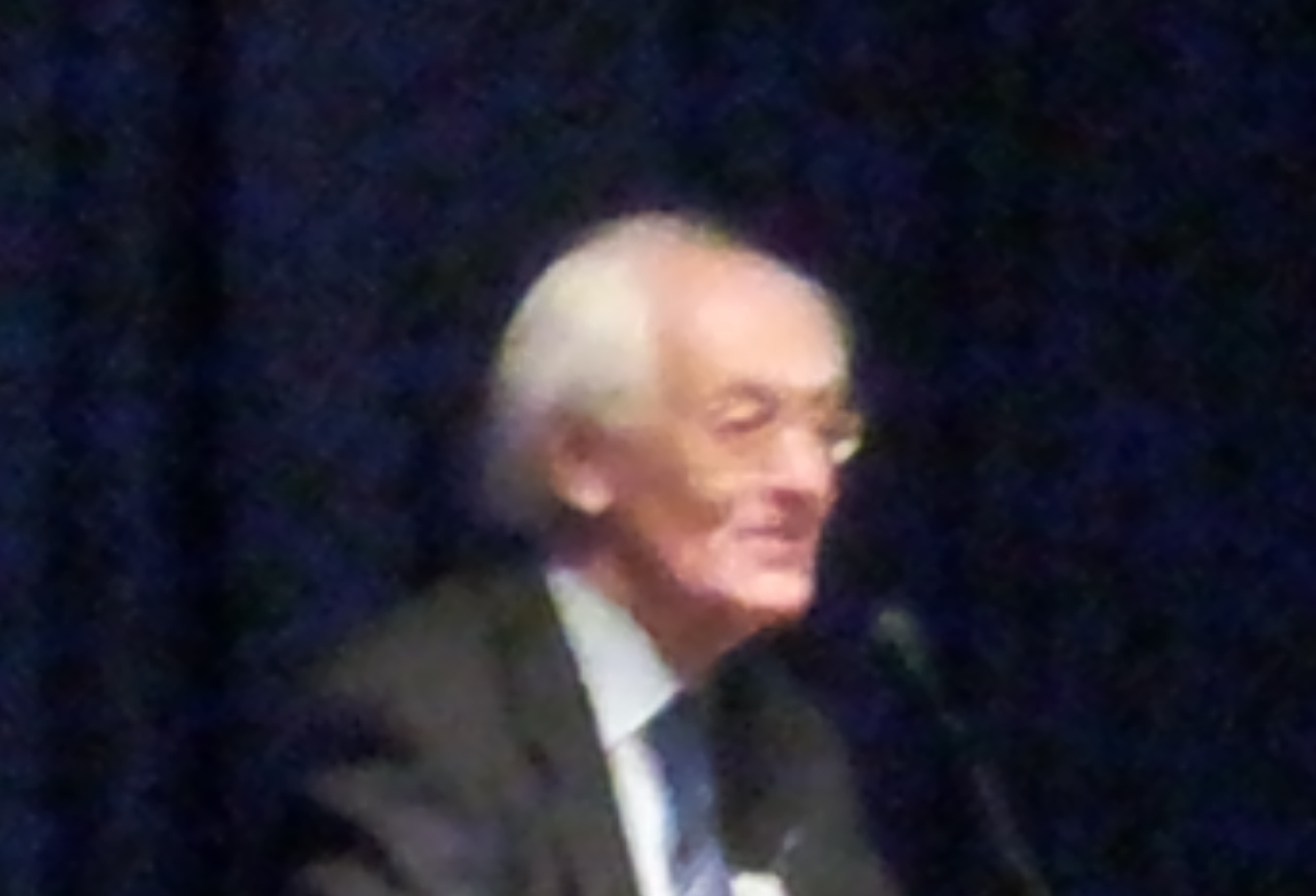
Kees de Jager in 2011

- Eredoctoraat Universiteit van Parijs
- Eredoctoraat Universiteit van Wrocław, Polen
- Erelid Scientific Committee on Solar-Terrestrial Physics (SCOSTEP), de internationale organisatie voor zon-aarde-fysica
- Ereburger van Texel
- Erelid van de Nederlandse Vereniging voor Ruimtevaart (NVR)
- De stad Dordrecht noemde een straat in de nieuwbouwwijk Sterrenburg naar Kees de Jager
- Ter gelegenheid van zijn honderdste verjaardag werd er op 29 april 2021 op de gevel van Sonnenborgh in Utrecht een plaquette onthuld[18][19]
- Planetoïde (3798) de Jager is naar hem vernoemd.

## Onderscheidingen
- Ridder in de Orde van de Nederlandse Leeuw
- 1974 - Karl Schwarzschild Medaille (voor astrofysica, Duitsland)
- 1984 - Prix Jules-Janssen (zonneonderzoek, Frankrijk)
- 1988 - Gouden medaille van de Royal Astronomical Society (GB)
- 1988 - George Ellery Hale Prize van de American Astronomy Society (voor zonneonderzoek, VS)
- Gagarin medaille en Tsiolkovski medaille (ruimteonderzoek, Sovjet-Unie)
- COSPAR medaille voor Internationale Samenwerking

## Promoties
Vrijwel alle 17 onderstaande promoties met De Jager als promotor waren aan de Rijksuniversiteit Utrecht, behalve Camiel de Loore (Université Libre de Bruxelles) en Alex Lobel (Vrije Universiteit Brussel).
| Promovendus                                        | Proefschrift                                                                                          | Jaar #afstammelingen                  |
| -------------------------------------------------- | --- | ------------------------------------- |
| Brinkman, Albert Christiaan                        | Instrumentation for the Detection of Solar Soft x-Rays and the Analysis of a Solar Event              | 1972                                  |
| de Feiter, Leendert Dirk                           | Analysis of the Balmer Spectrum of Solar Flares                                                       | 1966                                  |
| de Landtsheer, Abraham Cornelis                    | A Contribution to the Solution of the ALGOL Paradox                                                   | 1984                                  |
| De Loore, Camiel                                   | De konvektie zones en corona`s van zon en sterren                                                     | 1968 1, Université Libre de Bruxelles |
| den Boggende, Antonius Jan Frederik                | X-Ray Observations with the Astronomical Netherlands Satellite                                        | 1979                                  |
| Duijveman, Andreas                                 | X-Ray Imaging and Interpretation of Impulsive Solar Flare Phenomena                                   | 1983                                  |
| Gronenschild, Eduard Henricus Barbara Maria        | X-Ray Emission from Supernova Remnants with Particular Reference to the Cygnus Loop                   | 1979                                  |
| Heise, John                                        | Some Observational Aspects of Compact Galactic X-Ray Sources                                          | 1982 1                                |
| Hoyng, Peter                                       | Studies on Hard X-Ray Emission from Solar Flares and on Cyclotron Radiation from a Cold Magnetoplasma | 1975                                  |
| Kuperus, Max                                       | The Transfer of Mechanical Energy in the Sun and the Heating of the Corona                            | 1965 25                               |
| Lamers, Hermanus Johannes Gerardus Lambertus Maria | Studies on the Structure and Stability of Extended Stellar Atmospheres                                | 1974 4                                |
| Lobel, Alex Jan                                    | Pulsation and Atmospherical Instability of Luminous F- and G-type Stars                               | 1997, Vrije Universiteit Brussel      |
| Roosen, J.                                         | Some Features of the Solar Microwave Emission and Their Connection with Geomagnetic Activity          | 1968                                  |
| van den Heuvel, Edward Peter Jacobus               | A Study of Stellar Rotation : The Origin of Peculiar and Metallic-Line A and B Stars                  | 1968 36                               |
| van der Hucht, Karel Albertus                      | On Hot and Cool Stars: Spectroscopic Investigations in the Ultraviolet                                | 1978                                  |
| van Gent, Robert Harry                             | Studies on Interacting Binary Stellar Systems                                                         | 1989                                  |
| van Helden, René Christiaan Pierre                 | The Spectra of B-Type Supergiants with an Emphasis on O² Canis Majoris                                | 1972                                  |

## Publicaties van C. de Jager
Honderden titels, onder meer

### Wetenschap
- vele artikelen in astronomische wetenschappelijke tijdschriften, zoals Solar Physics, Space Science Reviews, Astronomy and Astrophysics en Monthly Notices of the Royal Astronomical Society
- vele boeken
  - Structure and dynamics of the solar atmosphere, in Encyclopaedia of Physics, vol. 52 (Springer, Berlin, 1959), pp. 80–362
  - ed. The Solar spectrum, Proceedings of the Symposium held at the University of Utrecht 26-31 August 1963, Kluwer Academic Publishers Group, 1965
  - met Patrick Wayman, Highlights of astronomy. 1, As represented at the XIIIth general assembly of the I.A.U. 1967. Ook vervolguitgaven Highlights of astronomy 2 (1970), 3 (1973, 1974), 4(1976), 5 (1979, 1980)
  - The brightest stars, D. Reidel, Dordrecht, Boston, 1980
  - met Jun-Ichi Sakai: Solar flares and collisions between current-carrying loops: types and mechanisms of solar flares and coronal loop heating, Dordrecht; Boston: Kluwer Academic Publishers, 2012

### Popularisatie
- Het ruimtelijk milieu en de sterrenkunde, in H.L. de Booij en anderen: Ruimtevaart en wetenschap, Aulapocket 352 Het Spectrum 1968, p. 55 - 74
- met E.P.J. van den Heuvel: Ontstaan en levensloop van sterren, Thieme & Cie, Zutphen, 1972
- Tien opmerkelijke sterrekundige ontdekkingen, De Koepel, Utrecht, 1995

### Autobiografie
- Terugblik, persoonlijke herinneringen aan opmerkelijke gebeurtenissen, Stip Media 2014 (autobiografie)
- Terugblik-2, persoonlijke herinneringen aan opmerkelijke gebeurtenissen, Stip Media 2021 (autobiografie)

### Bestrijding van pseudowetenschap
- Cees de Jager: Velosofie. Rekenen aan de Grote Piramide en m’n fiets, Skepter 1990, vol. 3 (4), p. 13-15. (Humoristische kritiek op numerologie, vertaald in het Duits en Engels als respectievelijk Radosophie en Cyclosophy)
- Cornelis de Jager: Was ist Radosophie? In: Gero von Randow (Hrsg.): Mein paranormales Fahrrad und andere Anlässe zur Skepsis, entdeckt im „Skeptical Inquirer“ Rowohlt Taschenbuch Verlag, Reinbek 1993, S. 23–30, ISBN 3-499-19535-6

### Geschiedenis
- Cornelis de Jager en W.J. Kikkert, Van het Clijf tot Den Hoorn : de geschiedenis van het zuiden van Texel, van de oudste tijden tot de verwoesting van Den Horn en het ontstaan van Den Hoorn, Den Burg : Nauta Boek, [1998]